# Devet lokov
Devet lokov je izraz, ki je v Starem Egiptu pomenil tradicionalne sovražnike Egipta. Ljudstva, na katera se je nanašal, so se s časom spreminjala, zato seznam devetih lokov sploh ne obstaja. Na ilustracijah so loki običajno različno oblikovani in vsak od njih pooseblja enega od takrat aktualnih sovražnikov.

## Faraon Džoser
Ena od najstarejših upodobitev devet lokov je na kipu sedečega faraona Džoserja. Njegove noge slonijo na devetih lokih, ki so takrat pomenili Nubijce.

## Tutankamon
Vhod v Tutankamonovo grobnico je bil zvezan z vrvjo in zapečaten z glinastim pečatom.  Na pečatu  je upodobljen Anubis, pod njim pa je v dolgi pokončni kartuši seznam devetih upornih ljudstev. 

## Sklica
1. ↑   Kevin A. Wilson (2005): The Campaign of Pharaoh Shoshenq I Into Palestine, Mohr Siebeck, str. 61.
2. ↑  Enemies of Civilization: Attitudes toward Foreigners in Ancient Mesopotamia, Egypt, and China,  Mu-chou Poo, Mu-chou Poo Muzhou Pu. SUNY Press, 1. februar  2012, str. 43. Pridobljeno 7. januarja 2017.